# Добрак
Добрак је насељено мјесто у општини Сребреница, Република Српска, БиХ. Према прелиминарним подацима пописа становништва 2013. године, у насељу је живјело 92 становника.

## Становништво
| Демографија | Демографија | Демографија |
| Година      | Становника  | Становника  |
| ----------- | ----------- | ----------- |
| 1948.       | 197         |             |
| 1953.       | 227         |             |
| 1961.       | 281         |             |
| 1971.       | 374         |             |
| 1981.       | 415         |             |
| 1991.       | 392         |             |
| 2013.       | 177         |             |